# Mannbuch
Mannbuch ist eine Bezeichnung für ein Lehnbuch, welche bereits im 14. Jahrhundert aufkam und erstmals 1344 belegt ist.
Da es sich um eine späte Form der Auflistung der Lehnsleute eines Lehnsherrn handelte, wurden im Mannbuch die zu dieser Zeit schon üblichen Lehnbriefe eingetragen. Insoweit handelte es sich um ein Lehnbriefregister. Zusätzlich wurden oft auch die Wappen der Belehnten wiedergegeben und das Mannbuch aufwendig gestaltet, um auf diese Weise über die Bedeutung seiner Mannen die Bedeutung des Lehnsherrn herauszustreichen.

## Bekannte Mannbücher
Bekannte Lehnsbücher sind das Lehnsbuch des Bistumes Basel mit 195 Blättern, auf denen 95 handgemalte Wappendarstellungen als Vollwappen (einige mehrfach) dargestellt sind. Angelegt wurde es 1441 unter dem Basler Bischof Friedrich zu Rhein. Die Wappen zeigen die Zeichen der Lehnsträger des Bistumes Basel und Wappen von süddeutschen und österreichischer Dynasten. Auch sind elsässische, schweizerische, burgundische Geschlechterwappen dargestellt. 
Ein weiteres Buch ist das Lehnsbuch des Bistumes Speyer. Hier sind handgemalte 72 Wappen der Lehensträger des Bistumes auf 261 Seiten dargestellt. 1465 entstand das Buch und ist im Besitz des Generallandesarchivs Karlsruhe. Das nach dem Grafen Kraft VI. von Hohenlohe benannte Lehnsbuch entstand zwischen 1476 und 1503 und zeigt auf 84 Pergamentblättern württembergische und hohenlohische Wappen. Derzeit befindet sich ein Exemplar im Archiv der Fürsten Hohenlohe in Waldenburg (Württemberg). Diese Lehnsbücher sind wichtige heraldische Quellen und neben den Wappenrollen und Wappenbüchern wertvolle Zeugnisse der Wappendarstellungen.